# Calvin Jong-a-Pin
Calvin Jong-a-Pin (18 de julio de 1986) es un futbolista neerlandés que juega como defensa.
Fue elegido para integrar la selección de fútbol sub-23 de los Países Bajos para los Juegos Olímpicos de Verano de 2008.

## Trayectoria

### Clubes
| Club                 | País         | Año       |
| -------------------- | ------------ | --------- |
| F. C. Volendam       | Países Bajos | 2005-2006 |
| S. C. Heerenveen     | Países Bajos | 2006-2011 |
| Vitesse Arnhem       | Países Bajos | 2009-2010 |
| Shimizu S-Pulse      | Japón        | 2011-2015 |
| F. C. Machida Zelvia | Japón        | 2016      |
| Yokohama FC          | Japón        | 2017-2021 |
| FC Gifu              | Japón        | 2021      |
| AFC Amsterdam        | Países Bajos | 2023-2024 |